# زگژه
زگژه (به لهستانی:  Zegrze) یک روستا در لهستان است که در گمینا سروتسک واقع شده‌است. زگژه ۹۷۰ نفر جمعیت دارد.